# Skotniki Duże
Skotniki Duże – wieś w Polsce, położona w województwie świętokrzyskim, w powiecie buskim, w gminie Busko-Zdrój.
| SIMC    | Nazwa        | Rodzaj    |
| ------- | ------------ | --------- |
| 0232727 | Karczmarówka | część wsi |
| 0232733 | Śpiewakówka  | część wsi |
| 0232740 | Wymysłów     | część wsi |
| 0232756 | Za Górą      | część wsi |
| 0232762 | Zakupniki    | część wsi |

W latach 1975–1998 miejscowość administracyjnie należała do województwa kieleckiego.
Miejscowość znajduje się na odnowionej trasie Małopolskiej Drogi św. Jakuba z Sandomierza do Tyńca, która to jest odzwierciedleniem dawnej średniowiecznej drogi do Santiago de Compostela.